# Улица Ираклия II
Улица Ираклия II (груз. ერეკლე II-ის ქუჩა) — улица в Тбилиси, в историческом районе Старый город, как продолжение улицы Сиони за собором Сиони идёт к улице Шавтели.  Одна из границ Площади Ираклия II.

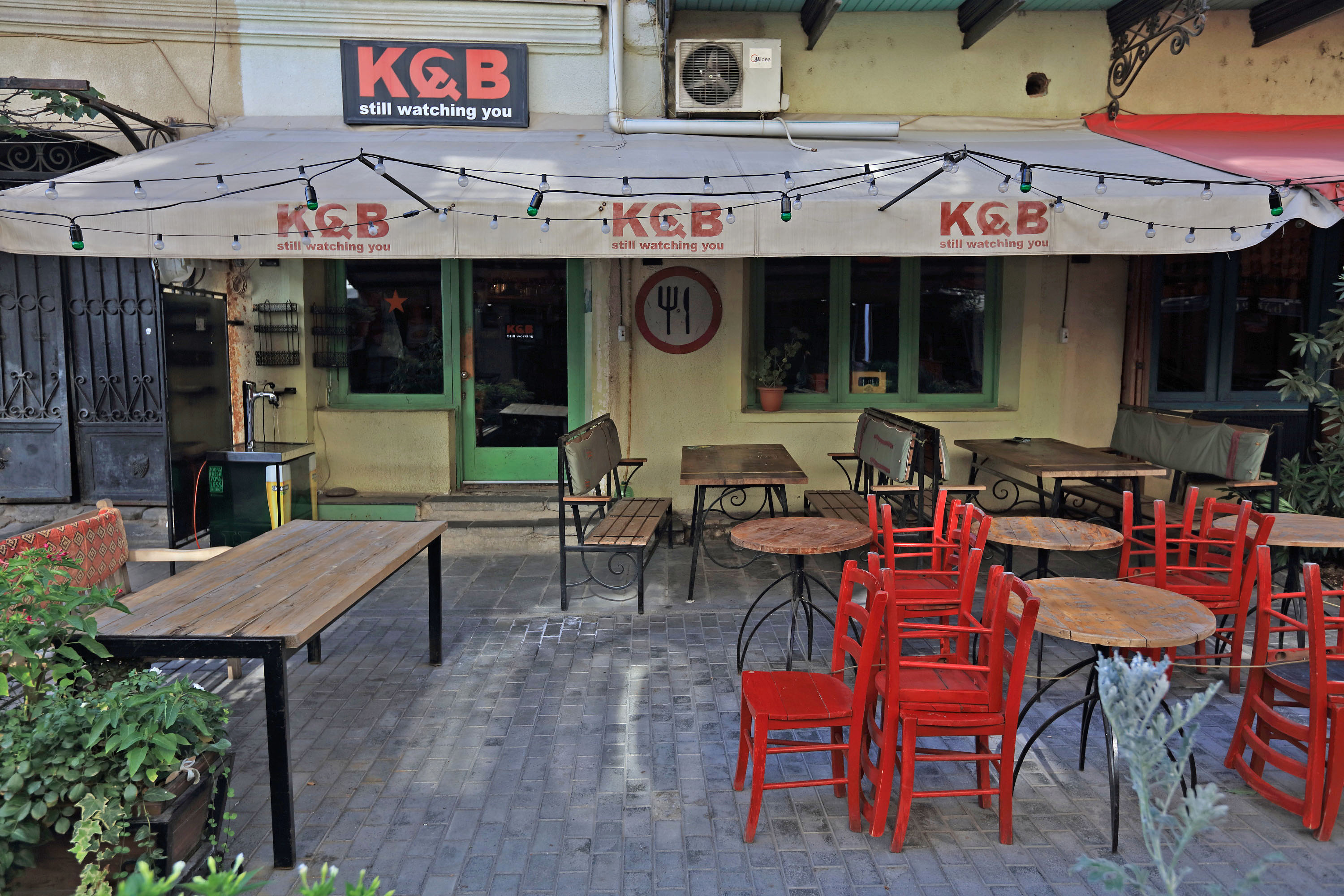
Кафе КГБ с советским интерьером

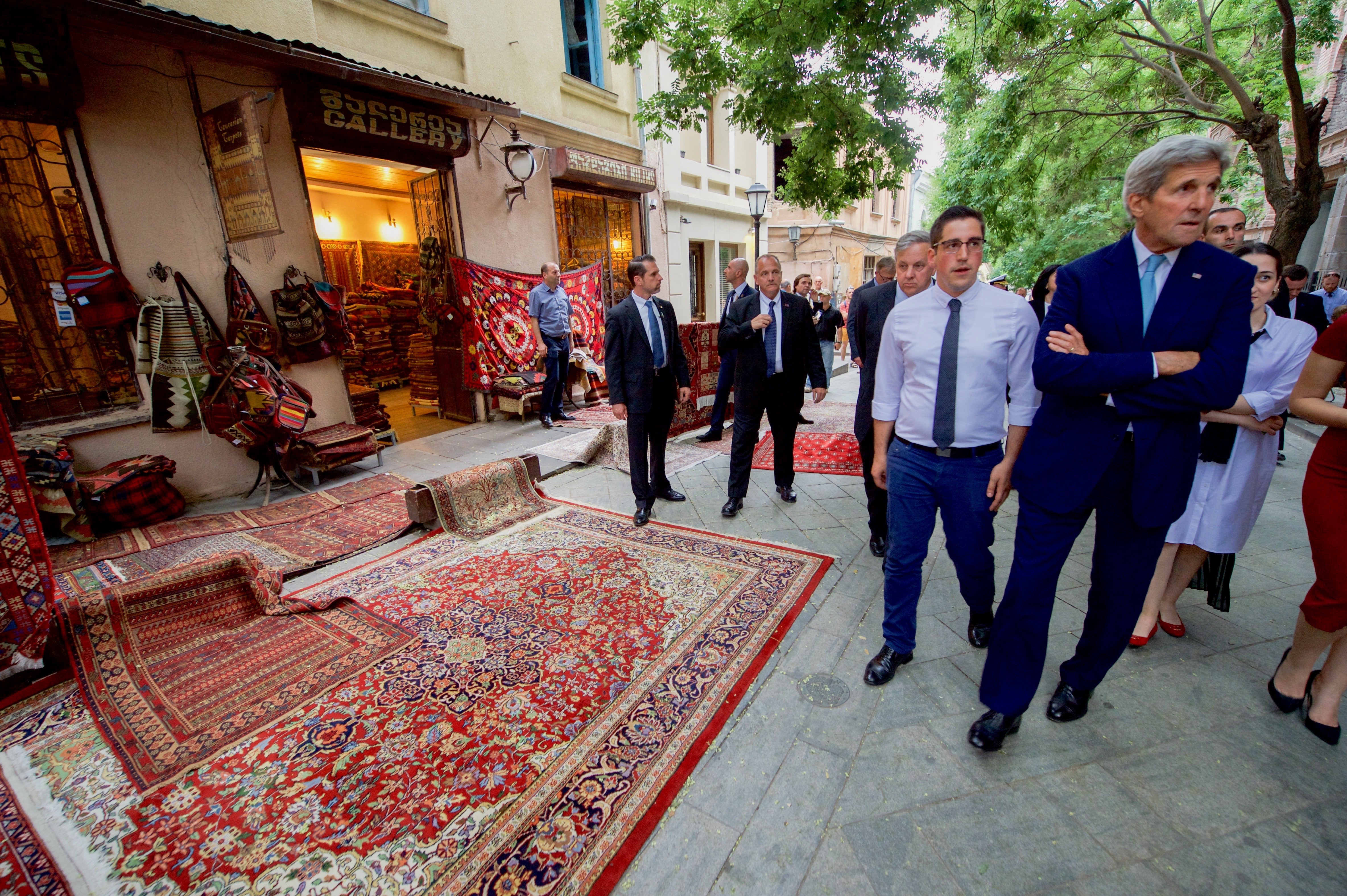
Джон Керри

Популярный туристический маршрут. Рестораны и кафе на улице имеют оригинальный стиль

## История
Современное название в честь грузинского царя Ираклия II (1720—1798)
Прежнее название, как и соседней улицы Сиони — Оружейный ряд, по трудившимся на улице оружейникам, частично — Шапочный ряд.
С 2016 года улица закрыта для проезда автотранспорта и является полностью пешеходной

## Достопримечательности
д. 1 — Патриархия Грузии.